# John Kay (Ökonom)

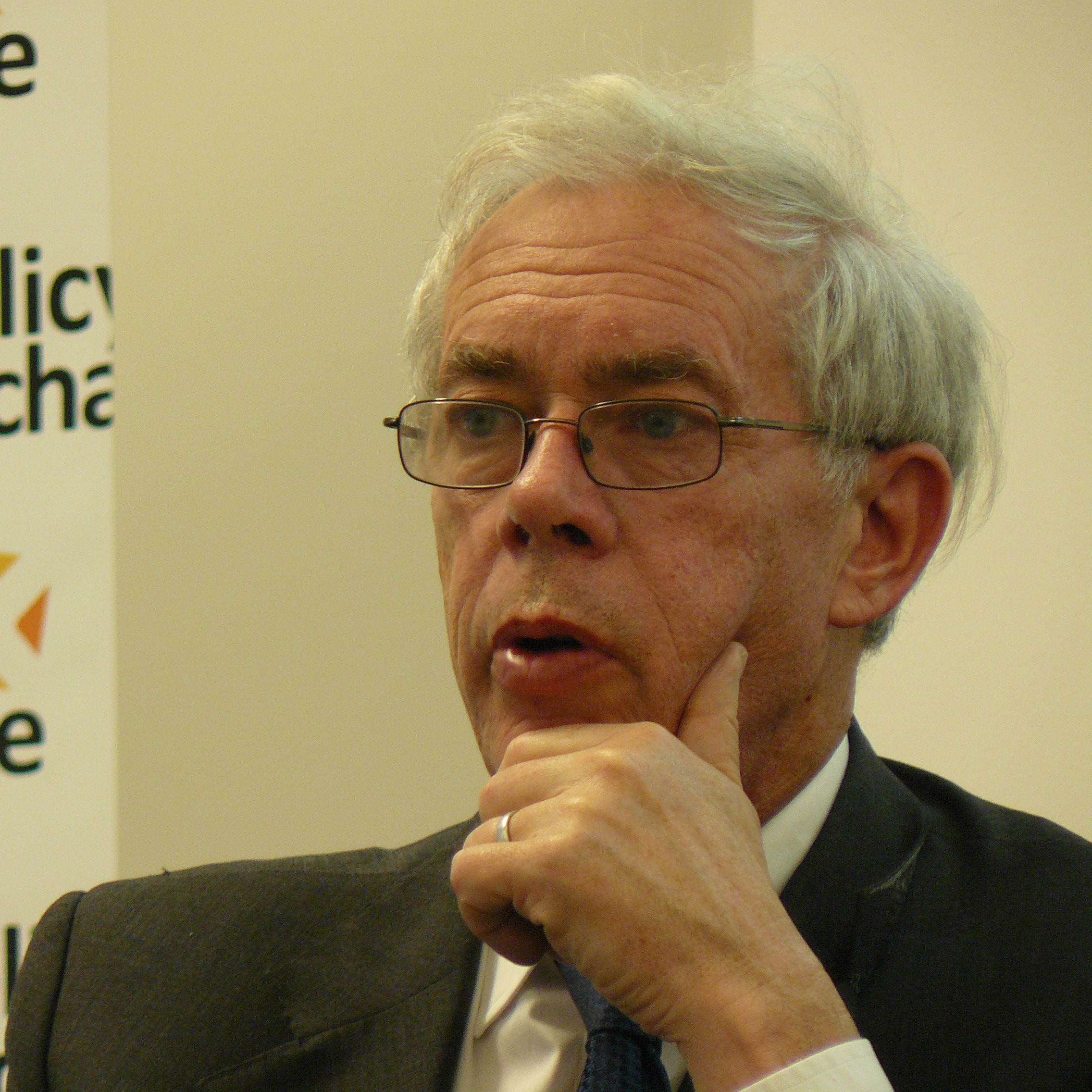
John Kay (2012)

John Anderson Kay (geboren 3. August 1948 in Edinburgh) ist ein britischer Ökonom.

## Leben
John Kay besuchte die Royal High School in Edinburgh. Er studierte Wirtschaftswissenschaft an der University of Edinburgh und am Nuffield College und war von 1971 bis 1978 Tutor für Ökonomie und Fellow an der Universität Oxford.
Kay wurde 1979 Mitarbeiter und dann Direktor des Institute for Fiscal Studies als  Nachfolger von Dick Taverne. 1986 gründete er die Beratungsfirma London Economics und lehrte an der London Business School. 1997 wurde er Direktor der Neugründung Saïd Business School, trat aber 1999 von der Funktion zurück. Kay lehrt als Gastprofessor an der London School of Economics. Kay ist mehrfach vernetzt, so bei den Think Tanks Policy Network, im Institute for New Economic Thinking und bei Re-Define. 
Kay schreibt populärwissenschaftliche Bücher über aktuelle Wirtschaftsprobleme und hat eine regelmäßige Kolumne in der Financial Times. 2015 stellte er die These auf, dass die Finanzindustrie sich seit 40 Jahren nur mit sich selbst beschäftige und nichts zum Funktionieren der Realökonomie beitrage.

## Ehrungen
Kay ist seit 2014 Commander des Order of the British Empire. Seit 2010 Honorary Fellow des Chartered Institute of Taxation, seit 2009 Honorary Fellow der CFA Society of the United Kingdom, seit 2008 Ehrendoktor der Heriot-Watt University in Edinburgh und Fellow der Royal Society of Edinburgh. 1999 wurde er zum Fellow der Royal Society of Arts und 1997 Fellow der British Academy.
Daneben erhielt Kay verschiedene Auszeichnungen, so 2012 den Viipuri Preis der Technischen Universität Lappeenranta und 2013 den „Advocacy Award for Responsible Capitalism“ des FIRST Magazine (Forum For Decision Makers).  

## Schriften (Auswahl)
- mit Paul Collier: Greed is Dead. Politics After Individualism. Allen Lane, 2020.
  - deutsch: Das Ende der Gier. Wie der Individualismus unsere Gesellschaft zerreißt und warum die Politik wieder dem Zusammenhalt dienen muss. Siedler, München 2021, ISBN 978-3-8275-0142-4 (mit Anmerkungen und Bibliografie).
- Other People's Money. London : Profile, 2015
- Obliquity: Why our goals are best achieved indirectly. London : Profile, 2010
  - Obliquity : die Kunst des Umwegs oder wie man am besten sein Ziel erreicht. Aus dem Engl. von Franka Reinhart. München : Dt. Taschenbuch-Verl., 2011
- The long and the Short of it: Finance and investment for normally intelligent people who are not in the industry. 2009
- Everlasting Light Bulbs. London : Erasmus, 2004
- The Truth About Markets: Why Some Nations are Rich but Most Remain Poor. New York, N.Y. : HarperBusiness, 2004
- The Business of Economics.  Oxford : Oxford University Press, 1996
- Why Firms Succeed. New York : Oxford University Press, 1995
- Foundations of Corporate Success.  Oxford : Oxford University Press, 1993
- mit Dieter Helm, David Thompson (Hrsg.): The Market for Energy, 1989
- mit Mervyn King: The British Tax System. 1979